# جورجيا كارول
جورجيا كارول (بالإنجليزية: Georgia Carroll)‏ هي مغنية وعارضة وممثلة أمريكية، ولدت في 18 نوفمبر 1919 في تكساس في الولايات المتحدة، وتوفيت في 14 يناير 2011 في تشابل هيل في الولايات المتحدة بسبب مرض.

## وصلات خارجية
- جورجيا كارول على موقع IMDb (الإنجليزية)
- جورجيا كارول على موقع ألو سيني (الفرنسية)
- جورجيا كارول على موقع أول موفي (الإنجليزية)
- جورجيا كارول على موقع قاعدة بيانات الأفلام السويدية (السويدية)
- جورجيا كارول على موقع قاعدة بيانات الفيلم (الإنجليزية)
- جورجيا كارول على موقع كينوبويسك (الروسية)